# Випадок в аеропорту
Випадок в аеропорту — радянський трисерійний телевізійний художній фільм режисера Юнуса Юсупова, знятий на кіностудії «Таджикфільм» у 1987 році. Телевізійна прем'єра фільму відбулася 10 січня 1989 року.

## Сюжет
В аеропорту міста Душанбе скоєно зухвалий напад на кур'єрів міського художнього комбінату, які перевозили вантаж цінних ювелірних прикрас, призначених для участі в міжнародній виставці. Підозра падає на директора комбінату, який, мотивуючи своє рішення поспіхом, наказав відправити золоті вироби звичайним пасажирським рейсом. До того ж, у міліцію надійшов сигнал про підозрілу поведінку директора напередодні викрадення прикрас. Після кропіткої роботи слідча група встановила, що справжнім винуватцем був заступник директора Зафар Каюмов. Він у змові з карним злочинцем Азіз-беком, за намовою колишнього художника комбінату Саїдова, спланував і вчинив крадіжку коштовностей. Будучи пілотом добровільного спортивного товариства, Каюмов планував втекти на клубному літаку. Направляючи слідство по хибному сліду, він був упевнений у своїй перевазі в часі. Після організованої із залученням вертольотів погоні, завдяки злагодженим діям співробітників міліції, були нейтралізовані всі причетні до пограбування злочинці.

## У ролях
- Сергій Бондарчук —  Токаренко, генерал-майор міліції
- Закір Кадиров —  Рустам Джураєв, майор міліції
- Паул Буткевич —  Аркадій Свідерський, капітан міліції
- Дмитро Іосіфов —  Анатолій Барибін
- Рустам Уразаєв —  Акмал Саїдов
- Юнус Юсупов —  Усман Хасанович Атоходжаєв
- Анастасія Георгієвська —  Марія Мансурівна Курбатова
- Бахром Акрамов —  Зафар Каюмов
- Хашим Рахімов —  Бахор Мурадов
- Олена Костіна —  Наташа Далерова
- Сороджон Сабзалієва —  Лола Умарівна Умарова
- Сайрам Ісаєва —  мати Саїдова
- Костянтин Бутаєв —  Казбек Гулідов
- Олександр Соловйов —  Кирило Ширяєв / Шник
- Леонід Трутнєв —  Віктор Гладніков
- Ісо Абдурашидов —  Бек
- Ігор Пушкарьов —  Фуричев
- Ірина Калиновська —  Фуричева
- Бурхон Раджабов —  Фархад
- Леонід Шпонько —  Орлов
- Владислав Ковальков —  Петро Михайлович
- Рано Хамраєва —  Зульфія
- Данута Столярська —  квартирна хазяйка
- Мехрангіз Гасанова —  Карімова
- Гюльзар Курбанова —  Фаріда
- Саврінісо Сабзалієва —  лікар
- Йормахмад Аралєв  —  Нуралі
- Павло Смеян —  співак в ресторані
- Махкам Ходжикулов —  Равшан-ака

## Знімальна група
- Автор сценарію — Володимир Акімов
- Режисер-постановник — Юнус Юсупов
- Оператори-постановники: Рустам Мухамеджанов, Георгій Дзалаєв
- Композитор — Геннадій Александров
- Художник-постановник — Леонід Шпонько